# NGC 690
NGC 690 este o intermediate spiral galaxy⁠(d) situată în constelația Balena. A fost descoperită în 9 noiembrie 1885 de către Francis Leavenworth. Se află la o distanță de 95,5 de megaparseci de Pământ.